# Ambodimotso-Atsimo
Ambodimotso-Atsimo is een plaats en commune in het noorden van Madagaskar, behorend tot het district Befandriana-Avaratra, dat gelegen is in de regio Sofia. Tijdens een volkstelling in 2001 telde de plaats 22.240 inwoners.
De plaats biedt naast lager onderwijs ook middelbaar onderwijs aan. 99 % van de bevolking werkt als landbouwer, 0,5 % houdt zich bezig met veeteelt en 0,5 % verdient zijn brood als visser. Het belangrijkste landbouwproduct is rijst; andere belangrijke producten zijn pinda's, koffie, mais en maniok. 